# Javier David
Néstor Javier David es un político salteño, está casado con Mariana Catalano y tiene dos hijos. Realizó sus estudios primarios y secundarios en el Colegio Belgrano de Salta. Se recibió de abogado por la Pontificia Universidad Católica Argentina Santa María de los Buenos Aires en 1995.  Posee una Maestría en Derecho Administrativo por la Universidad Austral de Buenos Aires (1999).

## Trayectoria política
Se inició en la función pública como abogado en el área de la Secretaría General de la Gobernación de la Provincia de Salta.
Entre 2000 y 2001 se desempeñó como Secretario de la Función Pública. Fue Secretario General de la Gobernación entre 2001 y 2005 y Ministro de Hacienda y Obras Públicas entre el 2005 y el 2007, durante la gobernación de Juan Carlos Romero (1995-2007).
En las elecciones provinciales de 2007 integró la fórmula del Frente Justicialista Para la Victoria como candidato a Vicegobernador, acompañando a Walter Wayar. La elección fue ganada por Juan Manuel Urtubey, candidato por entonces de un frente integrado por el Partido Renovador de Salta y el Partido de la Victoria.
Entre 2008 y 2009 se desempeñó como Jefe de Gabinete del Ministerio de Economía de la Ciudad Autónoma de Buenos Aires.
En 2009, junto a otros dirigentes, crean el Frente Salteño. En ese año es elegido Diputado Provincial, cargo en el que es reelegido en 2013 y al cual renuncia en 2015 siendo reemplazado por Raúl Romeo Medina por el resto de su mandato.
En la actividad política, sus inicios radican en el Partido Justicialista del que es parte del Consejo actualmente (2021). 
En 2015 acuerda integrar el Frente Para la Victoria, apoyando la reelección de Juan Manuel Urtubey como Gobernador. y se postula como candidato a Intendente por la Ciudad de Salta ganando en la interna oficialista pero perdiendo en la elección general contra Gustavo Sáenz.. En el mismo año, pero en elecciones nacionales encabeza la lista a Diputados Nacionales del Frente Para la Victoria acompañado por Pablo Kosiner, gana la elección con el 42% de los votos y asume como diputado nacional por la provincia de Salta, desempeñándose en ese cargo hasta 2019 formando parte del Bloque Justicialista. Fue vice de la Comisión de Legislación General y formó parte de distintas comisiones en diversas áreas.
En el 2019, decide no participar de ninguna elección y vuelve a la actividad privada aunque se destaca su asesoramiento en políticas públicas de distintos gobiernos.
En mayo de 2020 fue convocado, representando a las provincias productoras de hidrocarburos, para formar parte del directorio de YPF  la empresa más grande del país, que genera más de 70 mil empleos directos e indirectos. En este cargo estuvo hasta diciembre de 2020.
En 2021 se confirmó su candidatura a diputado provincial por el Partido Justicialista dentro del frente Gana Salta que apoyaba al otrora rival de David, Gustavo Sáenz. David llevó cuatro listas de concejales entre ellos el exintendente capitalino Miguel Isa, el cantante y concejal José García Alcázar, el exconcejal Martín del Frari y el funcionario municipal Sócrates Paputsakis. Los resultados no fueron los esperados y no logró ingresar a la legislatura provincial.